# Генеральный план Санкт-Петербурга
Генеральный план Санкт-Петербурга — документ, определяющий будущее развитие города Санкт-Петербурга. Разработкой документа занимается Санкт-Петербургское государственное казённое учреждение «Научно-исследовательский и проектный центр Генерального плана Санкт-Петербурга». Действующий Генеральный план Санкт-Петербурга рассчитан на 2021—2030 годы с перспективой до 2050 г.

## История города в XVIII веке

### Рельефные особенности и первые здания
Петербург был построен не на пустом месте: на месте будущего города существовали многочисленные поселения ещё со времен Новгородской Республики. Предтечей плана города был план крепости Санкт-Питер-Бург, которую строили с 1703 года. Крепость выстроили деревянно-земляной, позже (в 1706—1738 годах) она была перестроена в камне. На плане 1705 года показана Новгородская дорога, которая проходит через Пески по трассе современного Лиговского проспекта, и доходя до района современного Таврического сада, расходится на три тропы:
- по берегу Невы к селу Спасское, располагавшимся на месте нынешнего Смольного;
- по берегу Невы к Адмиралтейству. Для удобства сухопутного сообщения мастером И. Матвеевым была построена плотина по прямому указанию Петра I: «Перебить тое речку»;
- по берегу Невы к месту будущего Александро-Невского монастыря.

В 1710 году было определено место для религиозного центра столицы. С 1712 года началось строительство Александро-Невского монастыря (по преданию, монастырь был построен на предполагаемом месте победы в 1240 году войск святого князя Александра Ярославича Невского над шведами в Невской битве). По мнению историков, стихийная застройка Санкт-Петербурга продолжалась до 19 мая 1712 года, когда Пётр I своим указом перенёс столицу из Москвы в Санкт-Петербург. Город в это время был связан с Россией только водными видами транспорта. Вышневолоцкая водная система начала функционировать в 1709 году. Это был первый путь в новую столицу, и уже после её постройки с 1712 года по указанию Петра I началось строительство столичного тракта между Москвой и Санкт-Петербургом, который взял на себя часть пассажирских и грузовых перевозок того времени. Из-за этого, а также от любви Петра к водному транспорту, первые планы города содержали большое количество водных коммуникаций.
Из копии царского указа 1712 года за подписью Доменико Трезини известно, что «…в 1712 году ЕИв повелел сделать чертёж Московской стороны… И все таковые указы и приказы на письмо мне не даны были, но словесно…». Московской стороной (позже — Литейная часть) назывался район на левом берегу Невы, на котором началось расселение царской семьи и приближённых, прибывших из Москвы. Следы этой планировки сохранились в расположении современных Шпалерной, Захарьевской, Чайковского, Фурштатской улиц и в перпендикуляных им Литейного проспекта, проспекта Чернышевского, Потёмкинской и Таврической улиц.
Руководство и надзор за строительством осуществляла «Канцелярия городовых дел» во главе с Ульяном Синявиным, главным архитектором которой являлся Доменико Трезини. Этой канцелярии вменялось в обязанности определять места для строительства, проектировать и строить жилые дома для огромного числа переселенцев. Указ 4 (15) апреля 1714 года гласил: «…каким манером дома строить, брать чертежи от архитектора Трезина».
К этому времени в Санкт-Петербурге велось деревянное строительство. Архитекторы города не могли выполнить каменную застройку города по объективным причинам: этому препятствовала трудоёмкость и низкие теплотехнические свойства материала. Кроме того, подвозка строительных материалов в город была отдельной непростой задачей. Особенностью строительства города было проектирование и строительство деревянных зданий, покрашенных под камень. Одно такое здание — Домик Петра I — было сохранено в первозданном виде в виде музея основателя города.
Другим необходимым условием развития каменного домостроения было наличие квалифицированных каменщиков. Толчком для строительства каменных зданий в Петербурге стал указ от 9 октября того же года, временно запрещавший каменное строительство в других частях России.
Выдержка из указа:

Запрещается во всём Государстве, пока не удовольствуются строением на несколько лет, всякое каменное строение, какого бы имени не было, под разорением всего имения и ссылкою.
Другим аспектом строительства Петербурга была подболоченность местности и близкое залегание грунтовых вод. Для осушения территории планировалась прокладка новых каналов, таких как Красный канал. Эти меры, а также использование бытового и промышленного мусора для засыпки подболоченных, низменных участков привело к дополнительному подъёму уровня поверхности на 0,5…1,5 метра. Прокладка новых каналов также была нужна для выполнения транспортных функций, водозабора, как сточные коллекторы. Некоторые из них, как Адмиралтейский канал и Введенский канал, исчерпав своё назначение, были засыпаны.
Также в практику вводились «образцовые» чертежи. Трезини разработал типовые дома для «подлых» (одноэтажные, с дверью и 4 окнами по фасаду) и для зажиточных горожан (тоже одноэтажные, с 14 окнами по фасаду и дверью по центру, а также мезонином в 3 окна). Эти «образцовые» чертежи Трезини выполнил не позднее 1714 года. Также известен выполненный в 1716 году «образцовый» чертёж Жана Леблона дома для «именитых» (долгое время ошибочно приписываемый Трезини). Этот был двухэтажный дом с фасадом на семь осей (6 окон и дверь в центре) и высокой крышей. К этому проекту Пётр дал комментарий: «…И понеже по Леблоновым чертежам во всех палатных строениях, а особливо в Питербургских домах окны зело велики, а шпанцы меж ними зело малы, чего для ему объявите, чтобы в жилых полатах конечно окны меньше делал, а в салах как хочет, понеже у нас не французский климат».

### Градостроительные проекты и планы XVIII века

#### Генеральный план Трезини
В конце 1715 года Доменико Трезини разработал план развития центра города, который предполагалось разместить на Васильевском острове. Проект был утверждён указом царя Петра Алексеевича 1 (12) января 1716 года. План Трезини отражал идею Петра приблизить город к Балтийскому морю, обратив его фасад к Балтике. В этот период угроза нападения шведов с моря была практически устранена, хотя морские баталии Северной войны за него всё ещё продолжались.
К 1716 году Васильевский остров был практически не застроен. Единственным крупным объектом на нём была лишь усадьба Меншикова (дворец, домовая церковь и сад). На острове предполагалось построить правительственный и торговый центр города. Планировалось прорыть длинный канал, пересекающий его с востока на запад (по оси нынешнего Большого проспекта), 62 поперечных канала-линии и несколько бассейнов, где могли бы разворачиваться суда. Следует отметить, что такая планировка взаимно перпендикулярных линий аналогична уже существовавшей тогда планировке Московской стороны. В северной части острова обозначен огромный парк и намечены площади, а весь остров планировалось окружить 56 бастионами.

На плане Петербурга, изданном голландским картографом Рейнером Оттенсом, представлены 19 каналов и 56 бастионов Васильевского острова. Я могу заверить, что укреплена лишь половина берега, а из 19 каналов ни один не дорыт до конца. Начали копать лишь два канала у Меншикова дворца и довели их примерно до половины, причём они неглубоки и нешироки, так что и барже с поднятыми веслами по ним не пройти. Из 56 бастионов не видно ни одного, и вряд ли его величество когда-либо захочет построить столь обширную и дорогостоящую крепость.— свидетельство современника о реализации плана Трезини
Несмотря на то, что проект Трезини так и не был осуществлён, он лёг в основу представлений иностранцев об Петербурге, и изображался на европейских картах в течение последующих пятидесяти лет.
Одними из первых издателей опубликовавшими карту Петербурга в 1717 году с планом Трезини стали Николас де Фер и Иоган Гоманн. Одними из последних издателей стали братья Рейнер и Джошуа Оттенс в 1765 году.
- карта Николаса де Фера 1717 года
- карта Иогана Гоманна 1717 года
- карта Матеуса Зойтера[англ.] 1734 года

#### Генеральный план Леблона
В 1716 году в Петербург прибывают ещё два европейских мастера. Зимой приезжает итальянец Бартоломео Карло Растрелли со своим сыном (будущим замечательным зодчим — Бартоломео Франческо Растрелли). Летом того же года приезжает французский королевский архитектор 37-летний Жан-Батист Александр Леблон со своей семьёй и подмастерьями. Пётр возлагал на маститого Леблона большие надежды и назначил его главным архитектором города, подчинив ему других архитекторов, включая и Трезини. Он дал ему звание генерал-архитектора с жалованьем в пять тысяч рублей (для сравнения — жалование Трезини за всю его карьеру в России никогда не превышало одной тысячи рублей в год).
9 августа 1716 года губернатор Александр Меншиков собрал в Канцелярии городовых дел Доменико Трезини, Бартоломео Карло Растрелли, Георга Матарнови, Иоганна Браунштейна, Жана-Батиста Леблона и других, дабы объявить волю Петра — чтобы «онаго Леблона были послушны». Пётр также поручает Леблону разработать ещё один генеральный план Петербурга. Идея состояла в том, чтобы из двух проектов Трезини и Леблона выбрать лучший, или же взять наиболее интересное из обоих и объединить в едином решении. Исследователи отмечают сложность ситуации, в которой оказался Леблон: с одной стороны — его большой теоретический и практический опыт работ в Европе, с другой — специфические особенности России, национальные и местные черты, разобраться в которых Леблону в короткий срок было решительно невозможно. Трезини же напротив, не имея большого европейского опыта до приезда в Россию в 1702 году, сформировался как архитектор именно здесь, в Петербурге, приобретя 14-летний опыт работы.
В основе плана Леблона лежала та же идея Петра I разместить на Васильевском острове политический и торговый центр Петербурга. Леблон в своем проекте реализовал идею города-крепости, вписав территорию в геометрически правильную фигуру эллипса. Такая схема была основана на градостроительных традициях итальянских и французских теоретиков архитектуры. Внутри крепостных стен Леблон, как и Трезини, предусмотрел каналы-линии, площади, парки, дворцы царя и вельмож, правительственными зданиями, биржа, рынки, церкви и многое другое. Жилища «подлого люда», огороды, кладбища Леблон предложил вынести за пределы стен.
Формально предложенная форма эллипса плохо сочеталась с уже сложившимися реалиями — существовавшими на тот момент частями города. Так за пределы эллипса вышли Троицкая площадь, часть Адмиралтейской стороны и даже Летний сад. Реализация этого плана потребовала бы сноса или основательной перестройки уже созданных частей города. Кроме того вместо идеи обращения фасада Петербурга к морю он, напротив, отделил Васильевский остров от залива мощными крепостными сооружениями. Показательно, что система бастионов в плане Трезини оказалась неудачной по той же причине и потому не была реализована.

#### Генеральный план Еропкина
В 1737 году главным архитектором «Комиссии о Санкт-Петербургском строении» стал Пётр Еропкин. Под его руководством был составлен генеральный план Петербурга, в котором закреплялось значение Адмиралтейской стороны как общегородского центра, а также проекты планировки и застройки его центральных районов. Центр города окончательно закрепился на левом берегу Невы, система улиц образовала знаменитое трёхлучие, ставшее знакомым архитектору ещё в Риме.
Город разделён на пять административных частей: Петербургский остров, Адмиралтейскую сторону, Московскую сторону, Выборгскую сторону и Васильевский остров. По замыслу Еропкина Гороховая улица, Невский и Вознесенский проспекты легли по направлению к Адмиралтейству: «…виду Адмиралтейской спицы никакого посягательства быть не признается». Строительство богатых усадеб, разбивка садов велись в основном на Адмиралтейской стороне, вдоль набережных Невы, Мойки и Фонтанки. Проект Еропкина предусматривал и планировку большого жилого района — Коломны, а также Екатерингофа, солдатских слобод Семёновского и Измайловского полков. Высокое мастерство архитектора заключалось в его поразительном умении достигать единства красоты и рациональности, вписывать в уже существовавшие здания, улицы, изгибы рек обновлённый Петербург.
План гравирован в Гравировальной палате Академии наук и издан в 1741 году в составе альбома «Палаты Санкт-Петербургской Императорской Академии Наук, Библиотеки и Кунсткамеры», с дублирующим переводом на немецкий язык.

#### План столичного города Санкт-Петербурга 1753 года
Проект был реализован под руководством адъюнкта Императорской Академии наук И. Ф. Трускотта к 50-летнему юбилею основания города. Над художественным исполнением работали Джузеппе Валериани, М. И. Махаев и др. К плану города приложена подробная пояснительная «Роспись сторонам, островам, рекам…» на шести листах, на русском и латинском языках.
План отражает значительные изменения, произошедшие с 1737 года. Между Невской и Вознесенской перспективами проложена третья — «Средняя перспектива» (ныне Гороховая улица). Таким образом, сложилась основная трехлучевая структура центра города, существующая до сих пор.
К пяти уже известным административным частям города добавилась новая — Литейная сторона. На плане помимо фактической застройки нанесены места перспективного строительства.
Новым этапом в 1762—1796 годах стала деятельность Комиссии о каменных строениях Санкт-Петербурга и Москвы.
Под руководством архитектора А. В. Квасова в 1769 году был составлен генеральный план Петербурга, который предусматривал сплошные фасадные линии улиц без разрывов между домами — застройке «единою фасадою».
В 1765—1766 годах разрабатываются подробные планы левобережной части от Адмиралтейства до Фонтанки, планируется создание площадей между Невой и Мойкой, дворцов и дворцово-парковых ансамблей.
В 1782 году Петербург был разделен на 10 административных частей: 1, 2, 3 Адмиралтейская, Литейная, Московская, Рождественская, Каретная, Васильевская, Санкт-Петербургская и Выборгская.

## Генеральные планы развития города в XX веке

### Разработка Генерального плана Ленинграда 1935—1937 гг.
В советский период первый Генеральный план Ленинграда начали разрабатывать только в 1935 г. До этого город жил по эскизному проекту — общей схеме планировки, которая подвергалась неоднократной коррекции со стороны архитекторов. Последний из действующих на тот момент «Эскизных проектов планировки Ленинграда» был создан в 1933—1934 гг. Архитектурно-планировочным отделением (АПО) Ленсовета под руководством главного архитектора города Льва Александровича Ильина.
Примечательно, что основополагающим документом для планировки в 1930-е гг. стала установка июньского Пленума ЦК ВКП(б) 1931 г., признававшая нецелесообразным создание городов-гигантов с большим количеством промышленных предприятий. Однако в Ленинграде утвержденный ВКП(б) курс не выполнялся: в 1927—1937 гг. в городе и его предместьях был построен целый ряд новых заводов, в том числе — завод «Электроприбор», позже преобразованный в ЦНИИ «Электроприбор» на Малой Посадской улице, Лентрублит в поселке Металлострой и Центролит в Колпино. Были реконструированы Кировский завод, завод турбин им. Сталина, объединения «Судомех» и «Пневматика».
Развитие промышленности требовало притока новой рабочей силы, и это нашло отражение в первом Генеральном плане Ленинграда. В течение 1935—1936 гг. авторский коллектив архитекторов под руководством Л. А. Ильина и его заместителя В. А. Витмана разрабатывал схему Генплана, которая предполагала активное развитие города в южном, юго-западном и юго-восточном направлениях. Для этого необходимо было освоить обширную территорию от Стрельны до Пулковских высот. В итоге площадь Ленинграда должна была увеличиться почти в два раза, а численность населения — составить 3,5 млн человек против 2 млн жителей в 1930 г.
В 1937 г. первый вариант первого Генерального плана Ленинграда был вынесен на обсуждение профессионального сообщества. И сразу подвергся острой критике. В числе явных минусов проекта было отмечено необоснованное увеличение городских территорий, излишняя удаленность новых южных кварталов от «мест приложения труда» (промзоны располагались не только на юге, но и в северных, и северо-восточных районах города), затрудненность транспортных связей между новыми территориями и историческим центром. Пробивка достаточного числа связующих магистралей казалось тогда невозможной из-за промышленного полукольца вдоль Обводного канала и многочисленных железнодорожных путей, идущих от Варшавского, Балтийского и Витебского вокзалов. Ещё одним недостатком проекта 1937 г. стало необоснованное исключение из городских границ части северных районов: эти территории рассматривались лишь как зоны, подлежащие озеленению, а их жители фактически исключались из городского обслуживания. В итоге Л. А. Ильин был отстранен от должности главного архитектора города. Его пост занял Николай Варфоломеевич Баранов, впоследствии вице-президент Академии строительства и архитектуры СССР и заместитель председателя Комитета по гражданскому строительству и архитектуре при Госстрое СССР.

### Разработка Генерального плана Ленинграда 1939—1941 гг.
Заместителем нового главного архитектора Ленинграда стал недавний выпускник ЛИИКС, а впоследствии выдающийся советский градостроитель, автор Генерального плана Ленинграда 1966 г. Александр Иванович Наумов. В группу разработчиков Генплана он был приглашен ещё Л. А. Ильиным, однако занимал при нём должность районного архитектора. Н. В. Баранов поставил Наумова во главе всего проекта.
Под руководством Н. В. Баранова фактически продолжена реализация идей, сформулированных коллективом Л. А. Ильина. При подготовке новой редакции Генплана А. И. Наумов не только осуществлял общее руководство, но и занимался целевым проектированием отдельных районов. В зоне его ответственности находились Малая Охта, площадь у Володарского моста, Щемиловка, Автово и район Московского шоссе.
Работа над новым вариантом Генплана была завершена в 1939 г. Этот проект отличала более компактная территория при той же численности населения — 3,5 млн человек, что частично снимало проблему транспортной доступности новых районов и обеспечивало их органичную взаимосвязь с историческим центром. При этом главная идея предыдущего проекта — развития города за счет южных районов — сохранила свою актуальность. Застройку новых участков предполагалось вести с учётом двух главных осей: Московского проспекта (до 1950 г. он именовался Международным) и новой Дуговой магистрали. Пробивку этой трассы Наумов подробно проработал, ещё будучи студентом, сначала в рамках коллективного студенческого проекта «Схема Генерального плана Ленинграда», а затем на страницах своей дипломной работы «Генеральный план развития Ленинграда и Музей революции на Пулковских высотах».
В то же время особое внимание в проекте 1939 г. уделялось главной водной артерии города — Неве и формированию новых ансамблей на её берегах. Это существенно отличало вариант Н. В. Баранова и А. И. Наумова от предыдущего, разработанного под руководством Л. А. Ильина и В. А. Витмана: в их проекте историческая роль Невы в формировании облика города вообще не учитывалась, а смысловой центр Ленинграда ощутимо смещался на юг, в район Московского проспекта — не случайно тот проект критики назвали «сухопутным».
Параллельно с созданием нового Генплана Ленинграда велась работа над генеральными планами городов, расположенных в пригородной зоне: Колпина, Пушкина, Слуцка (ныне — Павловск), Петергофа, Красногвардейска (ныне — Гатчина), Красного Села, Кронштадта, Стрельны, Сестрорецка и Ораниенбаума. Таким образом новый Генеральный план Ленинграда 1939 г. и сопутствующие ему проекты, разработанные под руководством Н. В. Баранова и при непосредственном участии А. И. Наумова, демонстрировали серьёзный комплексный подход к сбалансированному развитию города и его окрестностей.
В целом вариант 1939 г. получил поддержку у профессионального сообщества. Однако окончательный вариант Генплана был утвержден архитектурно-планировочной комиссией Ленгорисполкома в январе 1941 г. Его реализации помешала Великая Отечественная война.

### Генеральный план восстановления Ленинграда 1948 г.
Разработку нового Генерального плана восстановления и развития города Баранов и Наумов начали в середине 1942 г., в самый тяжелый период Ленинградской блокады. Внимание архитекторов было сосредоточено на формировании ансамблей городского центра и реконструкции крупных градостроительных узлов, расположенных вдоль Невы: площади Революции (c 1991 г. Троицкая площадь Петроградской стороны), площади Ленина перед Финляндским вокзалом, строительство которого началось ещё в довоенное время, и т. н. Охтинской прорезки — ансамбля перед Большеохтинским мостом. Одновременно с реконструкцией исторического центра Ленинграда проектировалась застройка вдоль Московского проспекта и проспекта Стачек, в районах Щемиловки и Малой Охты.
Работа над будущим Генпланом велась «от частного к общему», от проектов восстановления и развития отдельных территорий, в том числе пострадавшего от бомбежек центра города, к выработке общегородской планировочной концепции.
Окончательный план восстановления и мирного развития Ленинграда был принят уже после Победы — в 1948 г. Основой его композиционно-пространственного решения стала связь исторического ядра с новыми жилыми кварталами. Появилась система общегородского центра, включающая не только классические ансамбли, но и новые, созданные вдоль Московского (Международного) и Новоизмайловского проспектов, а также вдоль левого и правого берегов Невы и в прибрежной части Васильевского острова.

### Генеральный план Ленинграда 1966 г.
Период разработки нового Генерального плана 1958—1966 гг. стал периодом реорганизации проектного дела и создания мощной индустриальной базы в строительстве. Планировалось массовое освоение территорий, расположенных на юго-западе Ленинграда, в их число входили: Автово, Дачное, Ульянка, Сосновая Поляна, юг Купчина, между Витебской и Московской железными дорогами, и Московский район южнее завода «Электросила». Новые земли под строительство отводились на востоке города, на правом берегу Невы, и на севере, в районе севернее Муринского ручья. Также планировалось развивать также намывные территории на Васильевском острове. В основу плана легли вернувшиеся к довоенной отметки показатели численности населения — 3,5 млн человек. А с учётом пригородной зоны Ленинград разрастался до 4 млн жителей.
Наряду с руководителями проекта, новым главным архитектором Ленинграда В. А. Каменским и А. И. Наумовым, в работе над Генпланом приняли участие следующие архитекторы: Г. Н. Булдаков, А. В. Гордеева. Г. К. Григорьева, Т. П. Кондратьева. Е. М. Лавровская, В. Ф. Назаров, Вяч. В. Попов, Д. Ф. Хохлов.
Для удобства работы над планом территория города была поделена на специальные зоны — концентрические пояса:
- Первая зона (центральный город) подлежал постепенному и последовательному разуплотнению и жесткому регулированию. Главная задачей здесь являлось упорядочивание планировочной структуры, оздоровление городской среды, вывод части объектов за пределы города-центра, определение районов нового строительства.
- Вторая зона (лесопарковый защитный пояс) являлась местом для организации отдыха и призвана была служить естественным ограничителем территориального роста Ленинграда.
- Третья зона (внешний пояс) предназначалась для развития городов-спутников на скоростных транспортных диаметрах[20].

Тогда же была сформулирована новейшая, ставшая революционной градостроительная идея советского Ленинграда — выход к морю. Она заключалась в ликвидации возникшей ещё в ходе советско-финских войн ситуации, при которой город не развивался в сторону морских границ. Таким образом Генеральный план 1966 г. предусматривал большой объём жилищного и других видов строительства на северном и южном побережьях Финского залива.
Однако исторически центр Ленинграда с его архитектурными ансамблями, сконцентрированными в основном на главных композиционных осях — вдоль Невского проспекта и по набережным Невы — должен был сохранить свое смысловое и композиционное значение. Так, в новом Генеральном плане исторический общественный центр города получил развитие по трем пространственным осям: в сторону Финского залива (вдоль Большого проспекта Васильевского острова и Малой Невки), на юго-восток (вдоль правого и левого берегов Большой Невы), вдоль проспекта Майорова (ныне — Вознесенский проспект) и его продолжения — Новоизмайловского проспекта.
В качестве основного структурно-территориального элемента при работе над Генпланом 1966 г. была принята городская территория с населением 250—350 тысяч человек, т. н. планировочный район, ограниченный естественными рубежами: железнодорожными линиями, водными протоками, городскими магистралями, а в периферийных частях — чертой города. Однако в ходе детализации Генплана стало ясно, что структурная организация города требует усовершенствования. Обширные территории в ряде случаев превращались в «спальные районы», так как в них не предусматривалось размещения «мест приложения труда». Поэтому в более совершенном варианте Генплана его авторы пришли к выводу о необходимости практики «планировочного направления» — структуры, обеспечивающей реализацию всех видов жизнедеятельности населения: труд, бытовые потребности, отдых. По плану вокруг Ленинграда создавалась пригородная зона, включающая лесопарки и дворцово-парковые комплексы. В населенных пунктах на границах лесопаркового пояса в Петродворце, Ломоносове, Пушкине, Стрельне и др. должны были находиться только рекреационные учреждения.
Генеральный план Ленинграда 1966 г. стал первым планом города, который Совет министров СССР утвердил в качестве главного градостроительного и планово-регулирующего документа на рекордный срок 20-25 лет. Большая часть планировочных идей его авторов — В. А. Каменского и А. И. Наумова — была воплощена в жизнь и определила облик не только Ленинграда, но и современного Санкт-Петербурга.

### Генплан развития Ленинграда и Ленинградской области 1987 г.
В 1984—1987 годах научно‐исследовательский институт ЛенНИИпроект осуществил разработку единственного генерального плана, затронувшего как сам город республиканского значения (Ленинград), так и её область. Новый Генплан был одобрен 5 декабря 1987 года постановлениями ЦК КПСС и Совета Министров СССР. С большим воодушевлением и энтузиазмом Генеральный план 1987 г. рассматривался как один из самых масштабных и амбициозных в истории, предполагавший превращение Ленинграда в крупнейший по общесоветским и республиканским масштабам финансовый и международный деловой центр с некоторым опережением Москвы в плане расширяемых границ застройки и территории города.
Генеральный план Ленинграда 1987 г. предполагал масштабный перевод части производств в пригороды с сохранением некоторых филиалов производств в основной черте города, а также открытием новых опытных баз и полигонов научно-исследовательских учреждений. Планировались редевелопмент промышленных территорий и создание новой жилой застройки, а также существенное её расширение на окраинах.
Генеральный план Ленинграда 1987 г. являл собой продолжение ряда идей, заимствованных из плана 1966 года. Основной упор нового Генплана ставился на сооружение новых жилых массивов в Каменке, Колпино, Конной Лахте, Мурино, Новосаратовке, Ольгино, Парголово, Шушарах, а также освоение и застройка прибрежных намывных территорий в Лахте и на Юго-Западе. Ключевыми значились идеи:
- Намыв Канонерского острова с созданием на нём высотного жилого массива, идентичного по конфигурации на островах Васильевский и Декабристов;
- Глобальная реконструкция Большого порта, предусматривавшая углубление дна и укрепление берегов Морского канала с дополнительным намывом территории для сооружения на ней пассажирского морского вокзала.

Планировалась масштабная оптимизация улично-дорожной сети и строительство новых дорог в соответствии с предполагавшейся жилой застройкой на осваиваемых и намывных территориях. Впервые на этом Генплане появляются прообразы нынешних КАД и ЗСД, трассировка которых отчасти отличается от реализованной:
- Изначальный проект Кольцевой автомобильной дороги Ленинграда предполагал создание дороги по более вытянутой траектории на юге и востоке за счёт включения части Волхонского шоссе в состав КАД, а также привязки дороги к планировавшимся жилым массивам в районах Мурино, Парголово, Новосаратовка и Шушары;
- Западный обход Ленинграда планировался только в качестве подстраховочной дорожно-транспортной связи, соединяющей Васильевский остров с северо-западной и юго-западной частями города посредством неразводных мостов. Северная часть обхода предполагалась стать дублёром Комендантского проспекта, подтянутого ближе к границам нереализованного парка культуры и отдыха на территории Юнтоловского заказника. Южная часть обхода предполагала прямую связь Васильевского острова с Юго-Западом посредством нового проспекта на намытой части Канонерского острова и автомобильного тоннеля под Северной верфью с последующим выходом на современный Проспект Героев.

На план местности была вынесена идея сооружения железнодорожного обхода восточнее Ленинграда, вдоль планировавшейся изначальной части трассы КАД. Его создание предусматривалось как для реконструкции Волховстроевского и Московского ходов Октябрьской железной дороги, так и в рамках разгрузки железнодорожного коридора станции Дача Долгорукова при перспективном запуске ВСМ Москва — Ленинград. Отдельная реконструкция Волховстроевского направления предполагала организацию отстойного товарного парка в Мяглово и замену разводного моста близ Павлова на неразводной, что обеспечило бы непрерывный круглогодичный поток грузовых и пассажирских перевозок на северном направлении. Дополнительно предусматривалась реконструкция части Сестрорецкого направления, в рамках которой планировалось спрямление линии вдоль нынешней Мебельной улицы, строительство второго главного пути и организация полноценного альтернативного движения до Зеленогорска через Старую Деревню и Сестрорецк.
Не меньшее внимание Генплан 1987 г. уделял значимости развитию зелёных территорий на перифериях города. Как и предыдущий Генплан 1966 г., в новом сохранялась тенденция по оставлению свободного пространства между улицами для разбивки зон отдыха и зелёных бульваров, формируя тем самым комфортное жизненное пространство. Одними из ключевых направлений в благоустройстве зелёных зон считались территории Юнтоловского заказаника, Лисьего Носа, окрестностей посёлков Усть-Славянка и Новосаратовка, левого берега реки Ижоры и северной окраины города Пушкин:
- В новом Генплане обозначились детали превращения Юнтоловского заказаника в культурно-досуговый лесопарковый ансамбль, который по своим масштабам должен был превзойти парк Сосновка. Непосредственно заповедной частью самого заказника предполагалось оставить территорию северо-западнее озера Лахтинский Разлив. Со стороны городской черты парк должен был ограничиваться новой жилой застройкой в Юнтолово, трассами западного обхода Ленинграда и Богатырского проспекта, который согласно Генплану предполагалось удлинить почти в 3 раза, доведя его до развязки с КАД. Идея превращения заказника в парк встретила общественный протест со стороны местного населения, которое сочло недопустимым нарушение охранного статуса заказника и возможной порчей облика Лахтинского Разлива. В частности, выдвигалась идея строительства небоскрёба на искусственно намытом выступе северного берега озера[31];
- В рамках комплексного благоустройства Лахты планировалось строительство нового загородного посёлка восточнее городской черты Лисьего Носа. В его состав предполагалось включить вновь создаваемую парковую зону с системой искусственных озёр и сам посёлок;
- Масштабное благоустройство предполагалось в окрестностях посёлков Усть-Славянка и Новосаратовка. Одной из запланированных частей считалась прокладка судоходного канала в районе излучины Невы, Кривого Колена — места, в котором оно испытывает существенные затрудения. Судоходный канал призван был решить эту проблему, «отрезав» Кривое Колено от материка и превратив его в остров. Через саму территорию Кривого колена предполагалось провести трассу КАД: над судоходным каналом планировался неразводной мост, а непосредственно под руслом Невы — тоннель. Со стороны перспективного жилого массива в Новосаратовке вынашивалась идея благоустройства части Невского лесопарка, ранее утраченного и восстановленного после войны;
- Основанный в 1960 году городской парк культуры и отдыха в Колпино планировалось увеличить более чем вдвое за счёт дополнительного благоустройства на северной окраине города, на территории левого берега реки Ижоры;
- Буферный парк предполагался как часть южного защитного пояса Ленинграда наряду с обширной парковой зоной в Усть-Славянке. Северная граница Буферного парка должна была проходить вдоль полосы отвода южной части КАД, которая в изначальном проекте была оттянута ближе к городу Пушкину и поглощала большую часть Волхонского шоссе. Парк должен был состоять из двух частей: восточной — близ платформы Детскосельская (реализован), и западной — в окрестностях Верхнего Кузьминского водохранилища.

Большинство идей из генерального плана 1987 года не было реализовано из-за распада СССР и экономического кризиса. Лишь малая часть из этих проектов была выполнена более чем наполовину. Некоторые идеи из этого же плана продолжают реализовываться по сей день (например, Балтийская жемчужина). Среди полностью выполненных проектов стали жилые массивы в районах Рыбацкое и первые очереди массивов в районах Приморский и Юго-Запад.

## Современность

### Генеральный план развития Санкт-Петербурга 2005 г.
Действующий Генеральный план Санкт-Петербурга (принят Законом Санкт-Петербурга «О Генеральном плане Санкт-Петербурга и границах зон охраны объектов культурного наследия на территории Санкт-Петербурга» от 21 декабря 2005 года) разработан ЗАО «Петербургский НИПИГрад» под руководством академика РААСН, народного архитектора России Валентина Федоровича Назарова.

В мае 2008 года была существенно пересмотрена часть генерального плана, связанная с аэродромами малой авиации.
В городе проводится уплотнительная застройка, несмотря на протесты горожан.
Горожане борются за свои скверы всеми законными способами.

### Генплан Петербурга на современном этапе
Генеральный план Санкт-Петербурга стал одним из первых документов территориального планирования в России, разработанным и прошедшим процедуру утверждения в полном соответствии с новым Градостроительным кодексом Российской Федерации.
Генеральный план Санкт-Петербурга и, как следствие, его последовательная реализация нацелены на гармоничное и устойчивое развитие мегаполиса, обеспечивающее сбалансированный учёт экологических, экономических, социальных факторов при осуществлении градостроительной деятельности, безопасность и благоприятные условия жизни горожан.
Закон «О Генеральном плане и границах зон охраны объектов культурного наследия на территории Санкт-Петербурга», вступивший в силу с января 2006 года, направлен на формирование Санкт-Петербурга как интегрированного в российскую и мировую экономику многофункционального города, обеспечивающего высокое качество среды жизнедеятельности и производства. Этой же цели способствуют крупные инвестиционные проекты Комитета по инвестициям и стратегическим проектам: развитие аэропорта «Пулково», строительство автомагистрали Западного скоростного диаметра, строительство морского пассажирского терминала на Васильевском острове, преобразование территории станции Московская — Товарная и другие. Действуя в рамках Генерального плана развития Санкт-Петербурга, Комитет по инвестициям разработал систему помощи инвесторам Investor Guideline, предоставляющую инвесторам необходимую информацию на каждом этапе принятия инвестиционного решения.
В состав Генерального плана входят материалы, устанавливающие цели и задачи территориального планирования Санкт-Петербурга, основные параметры развития города, виды функциональных зон на территории Санкт-Петербурга и материалы, устанавливающие очерёдность размещения и развития основных объектов инженерно-транспортной инфраструктуры и основных функциональных зон. Генеральный план разработан в соответствии с Градостроительным кодексом Российской Федерации, Законом Санкт-Петербурга «О регулировании градостроительной деятельности в Санкт-Петербурге», а также в соответствии с целями и задачами развития Санкт-Петербурга, сформулированными в документах государственного планирования социально-экономического развития города. Генеральный план обеспечивает сбалансированное развитие города по основным функциональным зонам: жилым, общественно-деловым, промышленным, транспортным и рекреационным.
Основной тенденцией жилищного строительства последних лет стал переход от «точечного» строительства жилых домов к комплексному развитию территорий (в первую очередь, — неосвоенных), что позволяет рационально организовывать проектирование и подготовку территории под освоение, создавать более качественную среду обитания. Генеральный план предусматривает увеличение объёмов жилищного строительства на свободных территориях, увеличение резервных территорий для промышленного строительства и рост показателей жилобеспеченности. К расчётному сроку (2015 год) средняя норма жилищной обеспеченности составит 28 м² на человека, при существующем показателе в 21 м², а к 2025-му году — 35 м² на человека. Это приведёт к общему повышению качества жилого фонда Санкт-Петербурга, увеличит разнообразие городской среды, обеспечит условия для создания доступного и комфортного жилья, позволит сократить и ликвидировать ветхий и аварийный фонд.
В Генеральном плане взята установка на целенаправленное развитие общественно-деловой функции, поскольку она соответствует идеологии перехода города на постиндустриальные рельсы. Под общественно-деловую сферу, связанную с развитием науки, высшего образования, обслуживания населения, банковской деятельности, учреждений отдыха и так далее в Генеральном плане заложены значительные территории, в 1,8 — 2,0 раза превышающие современные объёмы.
Генеральный план в качестве главной градообразующей базы сохраняет промышленность Санкт-Петербурга, которая располагает мощным потенциалом. Развитие промышленности на данном этапе осуществляется за счет предоставления территорий под новые производства во внешнем промышленном поясе — около 500 га на 2015 год и 1,5 тыс. га на 2025 год. Данная мера обеспечит стабильное развитие городской экономики, увеличение объёмов производства годового валового регионального продукта и объёма привлекаемых инвестиций.
Наряду с сохранением многофункционального профиля экономики Санкт-Петербурга как основы его устойчивого развития, приоритетное внимание уделяется объектам инновационных видов деятельности, наиболее эффективно использующих потенциал города.
Полноценное развитие современного мегаполиса невозможно без учёта развития транспортной инфраструктуры. Решения Генерального плана формируют Санкт-Петербургский мультимодальный транспортный узел международного значения на основе развития всех видов внешнего и внутригородского транспорта, а также систем обслуживания и сопровождения перевозок.
В сфере внешнего транспорта особое внимание уделяется следующим транспортным коридорам: новый скоростной вход со стороны Москвы (СПАМ), Кольцевая магистраль (КАД), Западный скоростной диаметр (ЗСД). Задачей внутригородской транспортной инфраструктуры является обеспечение транспортных связей периферийных районов города скоростными видами пассажирского транспорта с центром Санкт-Петербурга. В Генеральном плане предусмотрено увеличение протяженности внутригородской инфраструктуры (железные дороги, метрополитен, скоростной трамвай, наземный экспресс) с 350,5 км до 481,8 км в 2015 году и до 630,7 км к 2025году.
В области улично-дорожной сети Санкт-Петербурга из 829 км вновь создаваемых городских улиц и дорог 330 и 450 км соответственно придётся на долю магистралей непрерывного и скоростного движения, что обеспечит повышение пропускной способности улично-дорожной сети и степени безопасности движения.[кто так считает?]
Закон Санкт-Петербурга «О границах зон охраны объектов культурного наследия на территории Санкт-Петербурга и режимах использования земель в границах указанных зон и о внесении изменений в Закон Санкт-Петербурга „О Генеральном плане Санкт-Петербурга и границах зон охраны объектов культурного наследия на территории Санкт-Петербурга“». В соответствии с данным Законом были утверждены границы зон охраны объектов культурного наследия на территории Санкт-Петербурга, а также режимы использования земель, которые устанавливают ограничения по использованию земель и преобразованию историко-градостроительной и природной среды. Под охраной Закона находятся свыше 37 тысяч га городских земель.
За это же время в городе разрабатывалась проектно-планировочная документация:
- для территорий, выделенных Генеральным планом для размещения объектов капитального строительства жилого, общественно-делового, производственного и рекреационного назначения.
- для объектов капитального строительства в сфере транспортной и инженерной инфраструктуры, санитарной очистки территории, улучшения экологической обстановки, охраны окружающей среды и освоения подземного пространства Санкт-Петербурга.

В общей сложности в течение 2005—2008 годов было разработано более 1100 проектов планировки и проектов межевания территории.
В 2004 году Правительство Санкт-Петербурга приняло решение о создании специализированного Государственного Учреждения «Научно-исследовательский и проектный центр Генерального плана Санкт-Петербурга», основной задачей которого стало обеспечение разработки градостроительной документации, прежде всего, в целях реализации Генерального плана Санкт-Петербурга и выполнения городского заказа.

## Стратегии развития города
В соответствии с новым Генпланом города в 2006 году в Петербурге была составлена долгосрочная Концепция социально-экономического развития, на основании которого создана Стратегия 2030 — Санкт-Петербург. Данная стратегия базируется на пяти инвестиционных проектах, в числе которых строительство аэропорта Пулково и Западного скоростного диаметра. В качестве альтернативы развития Санкт-Петербурга была разработана концепция «Невская перспектива — 2025», предполагающая расширение границ города в сторону полигона «Ржевка» и рост Санкт-Петербурга на основе трёх градообразующих отраслей — инновационной экономики, транспортно-логистических услуг и туризма.